# 242 BT PLM 1 à 31
Les 242 BT 1 à 31 sont des locomotives à vapeur du type Northern. 

## Genèse
Ces locomotives-tender furent construites pour la Compagnie du chemin de fer Paris-Lyon-Méditerranée. Celle-ci commanda en 1929, à titre expérimental, cinq machines identiques aux 242 AT 1 à 120 mais dotées d'une distribution à cames oscillantes de type « Lentz » à la société Batignolles-Châtillon située à Nantes.
À la suite des bons résultats obtenus il fut commandé 26 autres machines à la société Schneider de 1930 à 1931. Les deux sous-séries différaient par la bielle de commande des soupapes haute pression.

## Description
Ces machines disposaient d'un moteur compound à quatre cylindres et la distribution était du type « Walschaerts ». Le foyer était de type « Belpaire » et l'échappement un trèfle à trois jets du type « PLM » . Les bogies étaient du type classiques « PLM » et avaient un déplacement latéral de 91 mm. Contrairement à leur cousines du réseau ferroviaire d'Alsace-Lorraine, les T20 AL 8601 à 8630 (futures : 1-242 TA 601 à 630), les soutes à eau n'étaient disposées que latéralement.

## Utilisation et services
Si les 242 AT 1 à 120 offrent un service remarquable, les 242 BT 1 à 31 sont encore plus performantes au moins sur la capacité d'accélération, du fait de leur distribution par cames.
Ces machines furent dès leur livraison affectées au dépôt de Paris-Charolais où elles évincèrent les 242 AT 1 à 120 sur le service de grande banlieue au départ de Paris. En 1932, à la suite de l'apparition de nouvelles voitures de banlieue métalliques à bogies, la réversibilité de type « Nord » fut montée sur un lot de six machines. Jusqu'en 1935 le système sera monté sur onze autres locomotives.
À la création de la SNCF en 1938 les 242 équipées de la réversibilité deviennent les 5-242 TE entre 1 et 31 et les autres les 5-242 TB entre 1 et 31. À la suite de l'électrification de la banlieue parisienne à l'été 1951 toutes les machines sont radiées car jugées d'un entretien trop onéreux pour être employées sur d'autres dépôts de la région Sud-Est.

## Caractéristiques
- Pression de la chaudière : 16 kg/cm2
- Diamètre des cylindres HP : 420 mm
- Diamètre des cylindres BP : 630 mm
- Diamètre des roues motrices : 1 650 mm
- Diamètre des roues des bogies : 1 000 mm
- Capacité des soutes à eau : 12 m3
- Capacité de la soute à charbon : 5 t
- Masse en ordre de marche : 119,1 t
- Masse adhérente : 65,6 t
- Longueur hors tout : 17,825 m
- Vitesse maxi en service : 95 km/h